# Kiryat Mal'aji
Kiryat Mal'aji (en hebreo: קִרְיַת מַלְאָכִי y en árabe: كريات ملاخي ) es una ciudad del Distrito Meridional  de Israel. De acuerdo con la Oficina Central de Estadísticas de Israel (OCEI), a fines de 2009 la ciudad tenía una población de 20.600 habitantes.